# Barnstaple Town FC
Barnstaple Town FC (celým názvem: Barnstaple Town Football Club) je anglický fotbalový klub, který sídlí ve městě Barnstaple v nemetropolitním hrabství Devon. Založen byl v roce 1904. Od sezóny 2018/19 hraje v Southern Football League Division One South (8. nejvyšší soutěž). Klubové barvy jsou červená a bílá.
Své domácí zápasy odehrává na stadionu Mill Road s kapacitou 5 000 diváků.

## Úspěchy v domácích pohárech
Zdroj: 
- FA Cup
  - 1. kolo: 1951/52, 1954/55, 1959/60, 1972/73
- FA Trophy
  - 2. kolo: 1971/72
- FA Vase
  - 4. kolo: 1994/95

## Umístění v jednotlivých sezonách
Stručný přehled
Zdroj: 
- 1948–1950: Western Football League (Division Two)
- 1950–1960: Western Football League (Division One)
- 1960–1976: Western Football League
- 1976–1991: Western Football League (Premier Division)
- 1991–1994: Western Football League (Division One)
- 1994–2013: Western Football League (Premier Division)
- 2013–2015: Western Football League (Division One)
- 2015–2016: Western Football League (Premier Division)
- 2016–2017: Southern Football League (Division One South & West)
- 2017–2018: Southern Football League (Division One West)
- 2018– : Southern Football League (Division One South)

Jednotlivé ročníky
Zdroj: 
Legenda: Z - zápasy, V - výhry, R - remízy, P - porážky, VG - vstřelené góly, OG - obdržené góly, +/- - rozdíl skóre, B - body, červené podbarvení - sestup, zelené podbarvení - postup, fialové podbarvení - reorganizace, změna skupiny či soutěže
| Sezóny  | Liga                                                 | Úroveň | Z  | V  | R  | P  | VG  | OG  | +/-  | B   | Pozice |
| ------- | ---------------------------------------------------- | ------ | -- | -- | -- | -- | --- | --- | ---- | --- | ------ |
| 2009/10 | Western Football League (Premier Division)           | 9      | 38 | 13 | 6  | 19 | 67  | 76  | -9   | 45  | 15.    |
| 2010/11 | Western Football League (Premier Division)           | 9      | 36 | 15 | 6  | 15 | 65  | 74  | -9   | 51  | 11.    |
| 2011/12 | Western Football League (Premier Division)           | 9      | 34 | 9  | 5  | 20 | 45  | 66  | -21  | 32  | 15.    |
| 2012/13 | Western Football League (Premier Division)           | 9      | 38 | 3  | 4  | 31 | 23  | 123 | -100 | 13  | 20.    |
| 2013/14 | Western Football League (Division One)               | 10     | 42 | 26 | 5  | 11 | 102 | 62  | +40  | 83  | 3.     |
| 2014/15 | Western Football League (Division One)               | 10     | 42 | 30 | 10 | 2  | 128 | 28  | +100 | 100 | 1.     |
| 2015/16 | Western Football League (Premier Division)           | 9      | 38 | 27 | 4  | 7  | 78  | 33  | +45  | 85  | 2.     |
| 2016/17 | Southern Football League (Division One South & West) | 8      | 42 | 13 | 6  | 23 | 52  | 68  | -16  | 45  | 17.    |
| 2017/18 | Southern Football League (Division One West)         | 8      | 42 | 7  | 8  | 27 | 53  | 105 | -52  | 29  | 21.    |
| 2018/19 | Southern Football League (Division One South)        | 8      | 42 |    |    |    |     |     |      |     |        |